# Saint-Avit-Rivière
Saint-Avit-Rivière är en kommun i departementet Dordogne i regionen Nouvelle-Aquitaine i sydvästra Frankrike. Kommunen ligger i kantonen Monpazier som tillhör arrondissementet Bergerac. År 2022 hade Saint-Avit-Rivière 89 invånare.

## Befolkningsutveckling
Antalet invånare i kommunen Saint-Avit-Rivière
Referens:INSEE